# Dogadda
Dogadda (ook wel gespeld als Dugadda) is een stad en gemeente in het district Pauri Garhwal van de Indiase staat Uttarakhand. 

## Demografie
Volgens de Indiase volkstelling van 2001 wonen er 2.690 mensen in Dogadda, waarvan 54% mannelijk en 46% vrouwelijk is. De plaats heeft een alfabetiseringsgraad van 78%. 